# Roger Stone
Roger Jason Stone Jr. (Norwalk, 27 agosto 1952) è un politico lobbista e stratega statunitense, noto per le sue consulenze ai candidati del Partito repubblicano.

## Biografia
Dagli anni '70 Stone ha lavorato alle campagne dei politici repubblicani tra cui Richard Nixon, Ronald Reagan, Jack Kemp, Bob Dole e Donald Trump. Oltre a svolgere il ruolo di consulente per le campagne elettorali, Stone è stato precedentemente anche un lobbista politico. Nel 1980 ha co-fondato una società di lobbying con sede a Washington insieme a Paul Manafort e Charles R. Black Jr. Nel 1990 era uno dei principali lobbisti per le compagnie americane e le organizzazioni straniere.
Nel corso della campagna presidenziale di Trump del 2016, Stone, che fu il primo a suggerire Trump come candidato alla presidenza all'inizio del 1998, ha promosso una serie di bufale e teorie del complotto. Stone ha ufficialmente lasciato la campagna di Trump l'8 agosto 2015; tuttavia, nell'ambito dell'indagine sulle interferenze russe nelle elezioni statunitensi del 2016, due soci di Stone hanno affermato di aver collaborato con Julian Assange, fondatore di WikiLeaks, durante la campagna presidenziale del 2016 per screditare Hillary Clinton. Stone e Assange hanno negato queste affermazioni. Nel 2017 è stato realizzato un documentario per la piattaforma Netflix intitolato Get Me Roger Stone, che racconta il passato di Stone e il suo ruolo nella campagna presidenziale di Trump.
Il 25 gennaio 2019 è stato arrestato su ordine del procuratore speciale Robert Mueller per falsa testimonianza, ostacolo alla giustizia, false dichiarazioni e per aver fatto da tramite tra il comitato elettorale di Trump, gli hacker russi e WikiLeaks. Nel mese di novembre 2019 è stato giudicato colpevole per tutti i sette capi d'accusa, venendo condannato nel febbraio 2020 a scontare 40 mesi in prigione. L'11 luglio 2020 Trump ha concesso, con un procedimento molto discusso, la grazia a Stone.